# 梅勝夫
梅 勝夫（ばい かつお、1940年11月29日 - ）は、日本の元バスケットボール選手。

## 人物
立教大学卒業。
積水化学で選手として活躍。
全日本にも選ばれ、1964年東京オリンピックに出場。

## 日本代表歴
- 1964年東京五輪